# Сражение на реке Сакраменто
Сражение на реке Сакраменто (англ. Battle of the Sacramento River) — одно из сражений американо-мексиканской войны, которое произошло 28 февраля 1847 года в ущелье реки Сакраменто в 15 милях к северу от города Чиуауа. В этом сражении отряд Александра Донифана разбил численно превосходящую его мексиканскую армию, что привело к оккупации города Чиуауа.

## Предыстория
Когда армия генерала Тейлора наступала на Монтеррей, «Центральная дивизия» генерала Джона Вула, стоящая в Сан-Антонио, должна была наступать параллельным курсом на Чиуауа. План наступления был составлен наспех после объявления войны и был слабо проработан. Неизвестен был характер местности; неизвестно, сможет ли Вул дойти до Чиуауа и есть ли в этом практический смысл; неизвестно, сможет ли он наступать на юг после взятия Чиуауа. 12 октября Вул перешёл Рио-Гранде. Разведка показала, что прямого пути на Чиуауа нет, а единственная дорога ведёт на юг, на Монклову. Отправившись в эту сторону, отряд 3 ноября прибыл в Монклову. Здесь Вул осознал, что путь на Чиуауа слишком длинный, а сам город не имеет большой ценности, потому решил отменить этот поход и присоединиться к армии Тейлора. Уже 18 числа Вул отправил вперёд передовой отряд, а той же ночью получил от Тейлора разрешение прервать коммуникации и наступать на Паррас, откуда он мог бы идти на Монтеррей или на Салтилло, или на Чиуауа. 25 ноября Вул выступил на Паррас, куда прибыл 5 декабря, а 17 декабря его вызвали на соединение с Уортом, и 27 декабря Вул прибыл в Агуа-Нуэва .
9 августа генерал Карни захватил город Санта-Фе, после чего он решил сам отправиться на запад, отряду Пирса поручил удерживать Санта-Фе, а отряду Донифана поручил идти на соединение с армией Вула в Чиуауа. Однако, осенью Донифану пришлось усмирять племена индейцев навахо, поэтому только 12 декабря он был готов к походу, собрав для этой цели 856 верховых. Донифан вышел к реке Рио-Гранде и занял Эль-Пасо, где узнал, что Вул отказался от марша на Чиуауа. Донифан дождался обозов и 8 февраля начал марш на Чиауа, имея теперь 924 человека и три сотни торговцев и погонщиков. Примерно 700 человек в отряде принадлежали к 1-му Миссурийскому полку. У Донифана теперь имелось четыре 6-фунтовых орудия, две 12-фунтовые гуабицы и 315 повозок.